# Папа Пије VII
Папа Пије VII (лат. Pius Septimus; 14. август 1742 —  20. август 1823) је био 251. папа од 14. марта 1800. до 20. августа 1823.